# Ophiuros
Genre
Ophiuros est un genre de la famille des Poaceae (Graminées)

## Liste d'espèces
Selon Catalogue of Life (11 sept. 2013) :
- Ophiuros bombaiensis
- Ophiuros exaltatus
- Ophiuros megaphyllus
- Ophiuros papillosus

Selon ITIS (11 sept. 2013) :
- Ophiuros exaltatus (L.) Kuntze

Selon World Checklist of Selected Plant Families (WCSP) (11 sept. 2013) :
- Ophiuros bombaiensis Bor (1951)
- Ophiuros exaltatus (L.) Kuntze (1891)
- Ophiuros megaphyllus Stapf ex Haines (1924)
- Ophiuros papillosus Hochst. (1844)

Selon NCBI (11 sept. 2013) :
- Ophiuros exaltatus

Selon Tropicos (11 sept. 2013) :
- Ophiuros appendiculatus Steud.
- Ophiuros bombaiensis Bor
- Ophiuros cochinchinensis (Lour.) Merr.
- Ophiuros compressus C. Presl
- Ophiuros corymbosus (L. f.) C.F. Gaertn.
- Ophiuros cylindricus (Willd.) P. Beauv.
- Ophiuros exaltatus (L.) Kuntze
- Ophiuros gracilis Gay ex Schult.
- Ophiuros incurvatus (L.) P. Beauv.
- Ophiuros laevis (Retz.) Benth.
- Ophiuros megaphyllus Stapf ex Haines
- Ophiuros monostachyus J. Presl
- Ophiuros muriculatus Steud.
- Ophiuros papillosus Hochst.
- Ophiuros perforatus (Roxb.) Trin.
- Ophiuros pubescens (Benth.) Domin
- Ophiuros radicans Steud.
- Ophiuros shimadanus Ohwi & Odash.
- Ophiuros tongcalingii (Elmer) Henrard
- Ophiuros undatus Nees